# 愛倫·艾克森·威爾遜
愛倫·路易斯·艾克森·韋爾遜（英語：Ellen Louise Axson Wilson，1860年5月15日－1914年8月6日）是第28任美國總統伍德羅·威爾遜的第一任妻子，並與威爾遜育有3個孩子。愛倫·韋爾遜自威爾遜於1913年就任總統至其本人逝世前均擔任美國第一夫人一職，並在白宮籌辦了其兩名女兒的婚禮。
愛倫·韋爾遜與他的丈夫同樣來自美國南部，她出生於喬治亞州薩凡納，在喬治亞州的羅馬市長大。愛倫相當有藝術天賦，故其後入讀了紐約藝術學生聯盟，在婚後亦繼續藝術創作。